# セリー・オーク・カレッジズ
セリー・オーク・カレッジズ (Selly Oak Colleges) は、イングランド中部バーミンガムの市街地南西部セリー・オークにあった、おもに神学やソーシャルワーク（社会福祉）に関わる教育施設の連合体。この組織は、久しくバーミンガム大学と提携していた。加盟校には、英国聖公会福音宣布協会 (USPG) が設立した国教会系のカレッジ・オブ・ジ・アセンション (the College of the Ascension)、英国聖公会宣教協会 (CMS) が設立した同じく国教会系のクローザー・ホール (Crowther Hall)、メソジスト教会が設立したキングミード・カレッジ (Kingmead College)、バプテスト宣教協会 (BMS) 、世界宣教会 (Council for World Mission)、合同改革教会 (United Reformed Church)の3者が共同で設立したセイント・アンドリューズ・ホール (St Andrew's Hall)、クエーカー系のウッドブルック・カレッジなどがあった。

## 現状
カレッジ・オブ・ジ・アセンションは、キングミード・カレッジと統合し、ユナイテッド・カレッジ・オブ・ジ・アセンション (the United College of the Ascension) となった後、2006年にクイーンズ・カレッジ (Queen's College) に合流して、セリー・オーク宣教研究センター (the Selly Oak Centre for Mission Studies) となった。セイント・アンドリューズ・ホールは2000年に閉校し、建物はバプテスト宣教師協会が国際宣教センター (International Mission Centre) として使用している。クローザー・ホールも既に閉校している。ウッドブルックは、クエーカー・スタディ・センターとして存続している。
ブリストル・ロードに面したセリー・オーク・カレッジズのキャンパス周辺は、もともとジョージ・キャドバリーらキャドバリー家や、その意向のもとに住宅地開発を行ったボーンビル・ビレッジ・トラストの所有地であり、ウッドブルック・カレッジはジョージ・キャドバリーが自宅だった建物を提供して創設されたものであった。かつてのセリー・オーク・カレッジズのキャンパスの大部分は、現在は、バーミンガム大学セリー・オーク・キャンパスとなっており、同キャンパス内にはBBCドラマ・ヴィレッジが置かれている。